# Schlachtrufe in der Bundeswehr
In den verschiedenen Truppengattungen der Bundeswehr haben sich wie auch in vielen anderen Streitkräften traditionelle Schlachtrufe durchgesetzt, die zum einen als Gruß und Glückwunsch wie in anderen Berufsbildern (vgl. „Glück auf“ der Bergleute) oder in einigen Sportarten (z. B. „Gut Holz“ im Kegelsport) zu verstehen sind, zum anderen auch den Korpsgeist und die Kameradschaft der Truppe stärken und ausdrücken sollen.

## Verwendung
Typische Gelegenheiten für die Verwendung eines Schlachtrufes ist das Antreten im Einheits- oder Verbandsrahmen bei Beförderungen, Ehrungen, Verabschiedungen und anderen besonderen Anlässen.
Schlachtrufe werden dreimal hintereinander wiederholt, indem der militärische Führer der Formation dieser den ersten Teil des Schlachtrufes zuruft und diese im Anschluss mit dem zweiten Teil gemeinsam erwidert.

## Schlachtrufe im Heer
(kursiv = Zuruf des Vorgesetzten; normal = Antwort der Truppe)
Die offiziellen Rufe der Truppengattungen sind im Wegweiser für die Traditionspflege im Heer des Inspekteurs des Heeres vom 1. Dezember 1999 nochmals als militärisches Brauchtum festgelegt worden.
| ABC-Abwehrtruppe                    | „Nebel – Ahoi!“                           | Eine der Aufgaben der ABC-Abwehrtruppe der Bundeswehr ist die Unterstützung mit Nebelmitteln. Die Nebeltruppe war früher Bestandteil der Artillerie, wurde dann 1936 ausgegliedert und ging mit der Aufstellung der Bundeswehr in die ABC-Abwehrtruppe über. Zum Ausruf „Ahoi“ siehe auch: Ahoi.                                  |
| Artillerietruppe                    | „Zu – Gleich!“                            | Der Ruf entspricht dem Kommando für die gemeinsame Ladetätigkeit der Gruppe bei schweren Geschützen. |
| Jägertruppe Panzeraufklärungstruppe | „Horrido – Joho!“                         | Zum ursprünglich aus der Jagd stammenden Gruß siehe auch unter Horrido und der Quelle zum Schlachtruf der Jägertruppe (unten). |
| Fallschirmjägertruppe               | „Glück – Ab!“                             | Der Glückwunsch/Gruß stammt ursprünglich aus der Luftschifffahrt und wurde zuerst auch in der Ballonfahrt und später allgemein im Fallschirmsprungwesen übernommen (siehe auch Verwandte Begriffe zu „Glück auf“). |
| Heereslogistiktruppe                | „Nachschub – rollt!“                      | |
| Panzergrenadiertruppe               | „Panzergrenadiere – Dran! Drauf! Drüber!“ | „Dran! Drauf! Drüber!“ bedeutet sinngemäß „Ran an den Feind, drauf auf den Feind, hinweg über den Feind“. |
| Panzertruppe                        | „Panzer – Hurra!“                         | |
| Pioniertruppe                       | „Anker – Wirf!“                           | Der Anker, der auch in vielen internen Verbandsabzeichen der Truppengattung dargestellt ist, zählt wie auch das Brückensymbol zu den typischen Symbolen der Pioniertruppe. Der Ruf leitet sich vom Kommando zum Ankerwerfen bei Booten (früher Ruder-, heute Sturmboote), Amphibienfahrzeugen und Schwimmbrücken der Pioniere ab. |
| Sanitätsdienst                      | „Hebt – An!“                              | Kommando zum Anheben eines Verwundeten |
| Topographietruppe                   | „Top – fit!“                              | Die Topographietruppe ist heute Teil des Geoinformationsdienstes der Bundeswehr |

Weiterhin haben sich viele eigenständige Schlachtrufe als militärisches Brauchtum entwickelt. Dies ist unter dem Hinblick auf den Traditionserlass von 1982 zu sehen, in dem es heißt, dass Brauchtum, um lebendig zu bleiben, von den Soldaten angenommen werden muss. Es darf aber den vom Grundgesetz vorgegebenen Werten und Normen nicht entgegenstehen.